# David Douglas-Home, XV conte di Home
David Alexander Cospatrick Douglas-Home, XV conte di Home (Londra, 20 novembre 1943 – Coldstream, 22 agosto 2022), è stato un nobile, politico e dirigente d'azienda scozzese.

## Biografia
David Douglas-Home nacque a Westminster, Londra, il 20 novembre 1943 ed era l'unico figlio di Sir Alec Douglas-Home, Primo ministro del Regno Unito dal 1963 al 1964, ed Elizabeth Alington, figlia di Cyril Alington.
Studiò alla Ludgrove School, all'Eton College e al Christ Church College dell'Università di Oxford.
Nel 1963, anno in cui suo padre smise di utilizzare il suo titolo e divenne Primo ministro, David interruppe l'uso del suo titolo di cortesia, lord Dunglass.
Il 9 ottobre 1995, alla morte del padre, ereditò i suoi titoli. Quando i pari ereditari della Camera dei lord dovettero lasciare i propri seggi ai sensi del House of Lords Act del 1999, venne eletto tra i 92 che sono furono autorizzati a mantenerlo. Appartenne al Partito Conservatore.
Oltre alla sua carriera politica, Lord Home ha lavorato nella finanza. Nel 1974 entrò fu assunto dalla banca Morgan Grenfell e lavorò in Egitto, a Hong Kong e in Thailandia. Dal 1999 al 2013 fu presidente della banca Coutts & Co. Presiedette anche il gruppo Grosvenor.
Fu anche presidente della British Association for Shooting and Conservation e Chief of the Name and Arms of Home.

## Vita personale
Nel 1972 si sposò con Jane Margaret Williams-Wynne (nata il 20 febbraio 1949), della famiglia di baronetti Williams-Wynn. Dalla loro unione nacquero tre figli:
- Lady Iona Katherine Douglas-Home (nata nel 1980), sposata con l'On. James Thomas Wingfield Hewitt (nato nel 1979), figlio ed erede del IX visconte di Lifford, dal 5 aprile 2008;
- Lady Mary Elizabeth Douglas-Home (nata nel 1982);
- Michael David Alexander Douglas-Home, XVI conte di Home (nato il 30 novembre 1987), sposato con Sally Underhill.[6]

## Morte
Lord Home morì serenamente nella sua residenza di The Hirsel, Coldstream, il 22 agosto 2022 all'età di 78 anni per una malattia polmonare. Le esequie si tennero nella chiesa di Santa Maria a Coldstream. Gli succedette il suo unico figlio, Michael.

## Ascendenza
|                                             |                    |                                           | Genitori                                    |  |  | Nonni |  |  | Bisnonni                                   |  |  | Trisnonni                                     |  |
|                                             |                    |                                           |                                             |  |  |       |  |  | 8. Charles Douglas-Home, XII conte di Home |  |  | 16. Cospatrick Douglas-Home, XI conte di Home |  |
|                                             |                    |                                           |                                             |  |  |       |  |  | 8. Charles Douglas-Home, XII conte di Home |  |  | 16. Cospatrick Douglas-Home, XI conte di Home |  |
|                                             |                    | 17. Elizabeth Montagu-Scott               |                                             |  |  |       |  |  | 8. Charles Douglas-Home, XII conte di Home |  |  |                                               |  |
| 4. Charles Douglas-Home, XIII conte di Home |                    |                                           |                                             |  |  |       |  |  | 8. Charles Douglas-Home, XII conte di Home |  |  |                                               |  |
|                                             |                    | 9. Mary Grey                              | 18. Charles Grey                            |  |  |       |  |  |                                            |  |  |                                               |  |
|                                             |                    | 9. Mary Grey                              | 18. Charles Grey                            |  |  |       |  |  |                                            |  |  |                                               |  |
|                                             |                    | 9. Mary Grey                              | 19. Caroline Nesbit Macan                   |  |  |       |  |  |                                            |  |  |                                               |  |
| 2. Alec Douglas-Home                        |                    | 9. Mary Grey                              |                                             |  |  |       |  |  |                                            |  |  |                                               |  |
|                                             |                    | 10. Frederick Lambton, IV conte di Durham | 20. George Lambton, II conte di Durham      |  |  |       |  |  |                                            |  |  |                                               |  |
|                                             |                    | 10. Frederick Lambton, IV conte di Durham | 20. George Lambton, II conte di Durham      |  |  |       |  |  |                                            |  |  |                                               |  |
|                                             |                    | 10. Frederick Lambton, IV conte di Durham | 21. Beatrix Hamilton                        |  |  |       |  |  |                                            |  |  |                                               |  |
| 5. Lillian Lambton                          |                    | 10. Frederick Lambton, IV conte di Durham |                                             |  |  |       |  |  |                                            |  |  |                                               |  |
|                                             |                    | 11. Beatrix Bulteel                       | 22. John Bulteel                            |  |  |       |  |  |                                            |  |  |                                               |  |
|                                             |                    | 11. Beatrix Bulteel                       | 22. John Bulteel                            |  |  |       |  |  |                                            |  |  |                                               |  |
|                                             |                    | 11. Beatrix Bulteel                       | 23. Euphemia Parsons                        |  |  |       |  |  |                                            |  |  |                                               |  |
| 1. David Douglas-Home, XV conte di Home     |                    | 11. Beatrix Bulteel                       |                                             |  |  |       |  |  |                                            |  |  |                                               |  |
|                                             | 12. Henry Alington | 24. John Alington                         |                                             |  |  |       |  |  |                                            |  |  |                                               |  |
|                                             | 12. Henry Alington | 24. John Alington                         |                                             |  |  |       |  |  |                                            |  |  |                                               |  |
|                                             | 12. Henry Alington | 25. Charlotte Bellingham                  |                                             |  |  |       |  |  |                                            |  |  |                                               |  |
| 6. Cyril Alington                           | 12. Henry Alington |                                           |                                             |  |  |       |  |  |                                            |  |  |                                               |  |
|                                             |                    | 13. Jane Margaret Booth                   | 26. Thomas Willingham Booth                 |  |  |       |  |  |                                            |  |  |                                               |  |
|                                             |                    | 13. Jane Margaret Booth                   | 26. Thomas Willingham Booth                 |  |  |       |  |  |                                            |  |  |                                               |  |
|                                             |                    | 13. Jane Margaret Booth                   | …                                           |  |  |       |  |  |                                            |  |  |                                               |  |
| 3. Elizabeth Alington                       |                    | 13. Jane Margaret Booth                   |                                             |  |  |       |  |  |                                            |  |  |                                               |  |
|                                             |                    | 14. George Lyttelton, IV barone Lyttelton | 28. William Lyttelton, III barone Lyttelton |  |  |       |  |  |                                            |  |  |                                               |  |
|                                             |                    | 14. George Lyttelton, IV barone Lyttelton | 28. William Lyttelton, III barone Lyttelton |  |  |       |  |  |                                            |  |  |                                               |  |
|                                             |                    | 14. George Lyttelton, IV barone Lyttelton | 29. Sarah Spencer                           |  |  |       |  |  |                                            |  |  |                                               |  |
| 7. Hester Margaret Lyttelton                |                    | 14. George Lyttelton, IV barone Lyttelton |                                             |  |  |       |  |  |                                            |  |  |                                               |  |
|                                             |                    | 15. Sybella Harriet Clive                 | 30. George Clive                            |  |  |       |  |  |                                            |  |  |                                               |  |
|                                             |                    | 15. Sybella Harriet Clive                 | 30. George Clive                            |  |  |       |  |  |                                            |  |  |                                               |  |
|                                             |                    | 15. Sybella Harriet Clive                 | 31. Ann Farquhar                            |  |  |       |  |  |                                            |  |  |                                               |  |
|                                             |                    | 15. Sybella Harriet Clive                 |                                             |  |  |       |  |  |                                            |  |  |                                               |  |